# الله أباد (سفلى أردستان)
الله أباد (بالفارسية: الله‌آباد) هي قرية تقع في إيران في Sofla Rural District. يقدر عدد سكانها بـ 12 نسمة .